# アイルランド国立美術館
アイルランド国立美術館（英: National Gallery of Ireland）は、アイルランドの首都ダブリンにある美術館。14世紀から20世紀にいたるヨーロッパの絵画や彫刻を収集・展示している。

## 沿革
鉄道王であったアイルランド人ウィリアム・ダーガン（w:William Dargan）が1853年5月にダブリンで産業展示会（w:Great Industrial Exhibition (1853)）を開催し、その収益とダーガンが所有していた絵画コレクションを元にして1864年、アイルランド国立美術館が開館した。開館時は120作品程の所蔵品であったが、1901年にミルタウン伯爵夫人が約200点の絵画を寄贈するなどし、現在は約1万点を所蔵している。
1990年、失われていたと考えられていたカラヴァッジオの『キリストの捕縛』がダブリン市内のイエズス会の施設で見つかり、アイルランド国立美術館で公開されることになり話題になった。

## 収蔵品

### スペイン

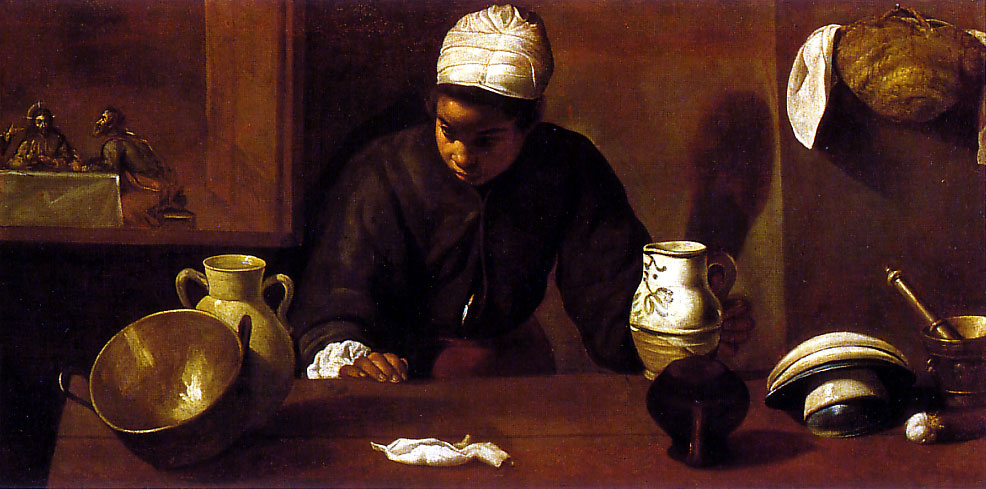
ディエゴ・ベラスケス『ラ・ムラタ』

- ルイス・デ・モラレス (c.1592–86) 『荒野の聖ヒエロニムス』 1570s
- ホセ・デ・リベーラ (1591?–1652) 『聖オニュフリウス』 1620年代後半
- ディエゴ・ベラスケス (1599–1660) 『ラ・ムラタ』 c.1617–18
- フランシスコ・デ・スルバラン (1598–1664) 『無原罪の宿り』 1660年代初期
- バルトロメ・エステバン・ムリーリョ (1617–82) 『放蕩息子の帰還』 c.1660
- フランシスコ・デ・ゴヤ (1746–1828) 『アントニア・サラテ』 c.1805–06
- パブロ・ピカソ (1881–1973) 『マンドリンのある静物画』 1924
- フアン・グリス (1887–1927) 『ピエロ』 1921

### フランス

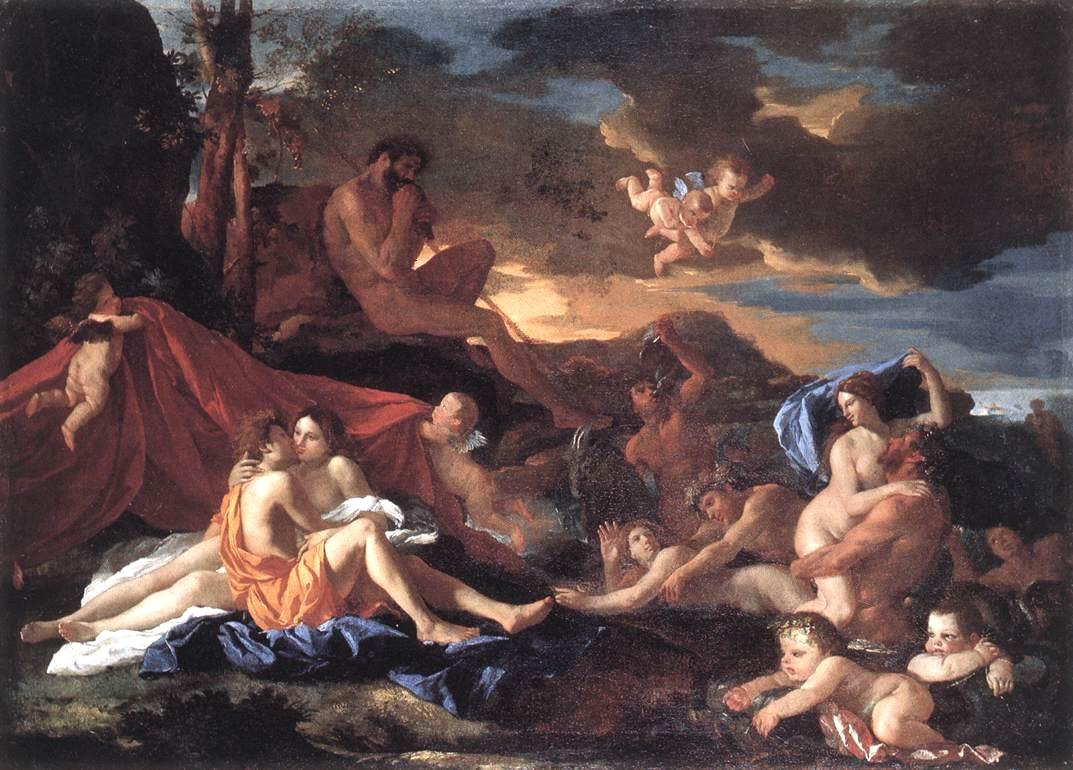
ニコラ・プッサン『アーキスとガラテア』

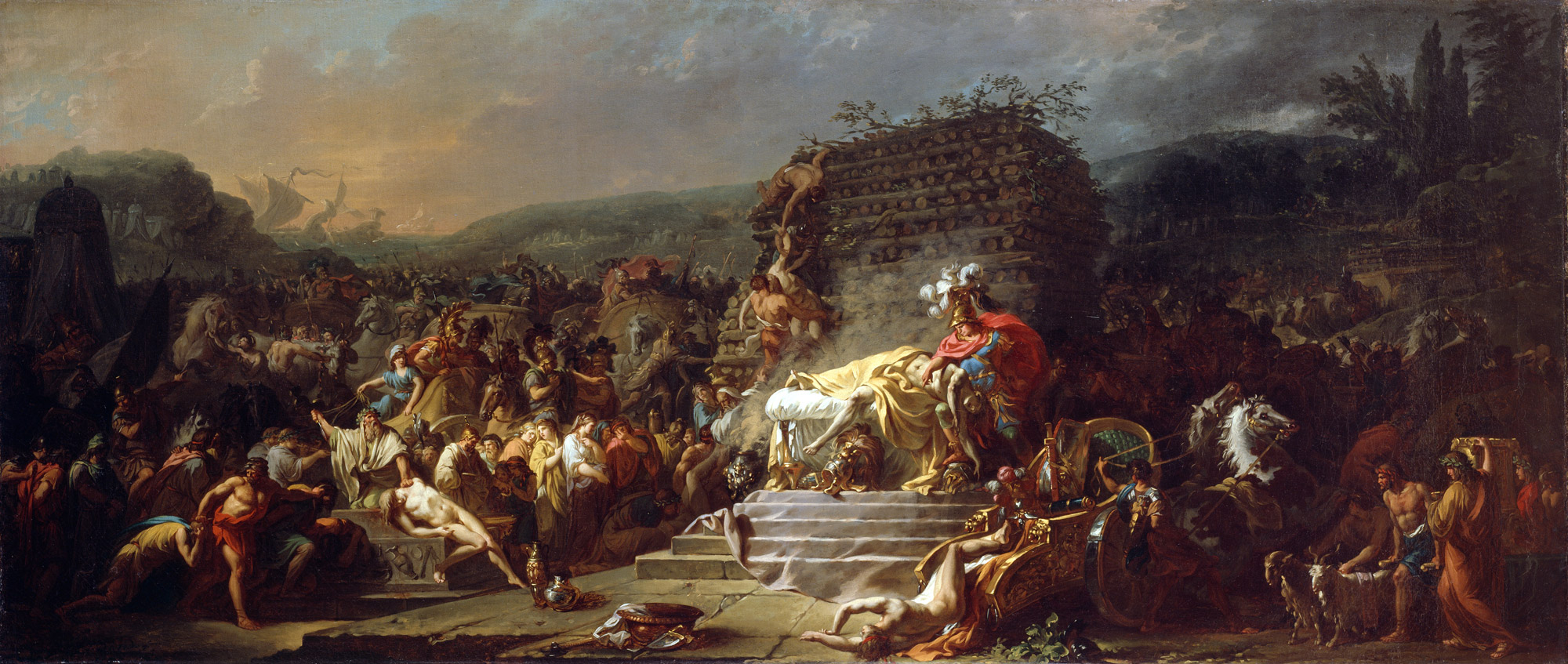
ジャック＝ルイ・ダヴィッド『パトロクロスの葬儀』

- ニコラ・プッサン (1594–1665) 『アーキスとガラテア』 1627–28, 『キリスト哀悼』 1657–60
- ジャン・ルメール (1598–1659) Architecture Landscape with Classical Figures 1627–30
- ジャン・シメオン・シャルダン (1699–1779) 『静物画：二羽の野兎、灰色の家禽、獲物を入れる袋と火薬入れ』 1731
- ジャン・オノレ・フラゴナール (1732–1806) 『ヴィーナスとキューピッド』 c.1755
- ジャック＝ルイ・ダヴィッド (1748–1825) 『パトロクロスの葬儀』1778年–1779年
- ウジェーヌ・ドラクロワ (1798–1863)『海岸のデモステネス』 1859
- ギュスターヴ・クールベ (1819–77) 『アドルフ・マルレの肖像』 1851
- アルフレッド・シスレー (1819–99) The Banks of the Canal du Loing at Saint-Mammes 1888
- クロード・モネ (1840–1926) Argenteuil Basin with a Single Sailboat 1874
- ポール・シニャック (1863–1935) 『テラスの女性』 1898
- キース・ヴァン・ドンゲン (1877–1968) Stella in a Flowered Hat c.1907
- シャイム・スーティン (1893–1943) Landscape with the Flight of Stairs c.1922

### イタリア

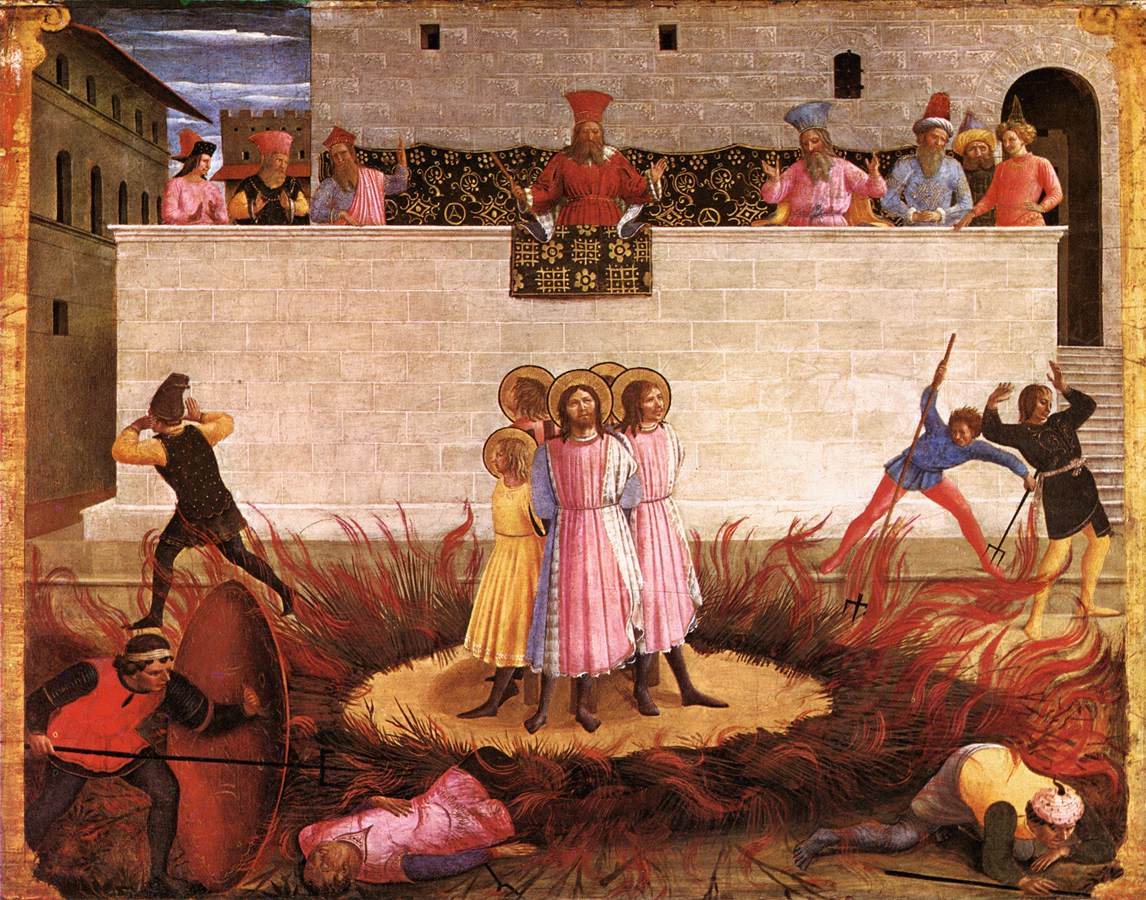
フラ・アンジェリコ『火刑を生き延びる聖コスマスとダミアン、その兄弟たち』

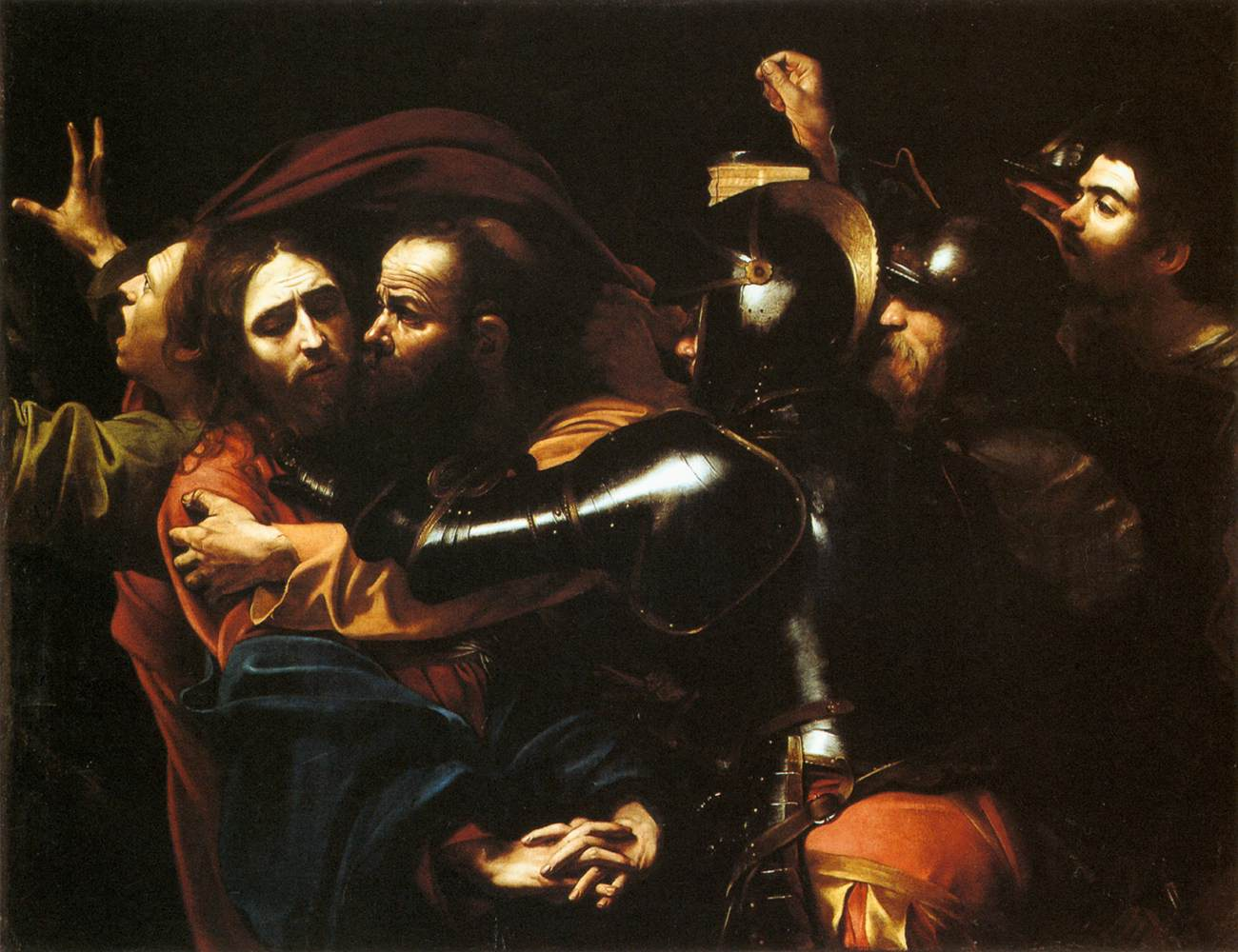
カラヴァッジョ『キリストの捕縛』(1602)

- フラ・アンジェリコ (1417–55) 『火刑を生き延びる聖コスマスとダミアン、その兄弟たち』 c.1440–42
- フィリッポ・リッピ (1457–1504) 『音楽家の肖像』 late 1480s
- ティツィアーノ (c.1485/90–1576) 『この人を見よ』 c.1558/60
- ジョヴァン・バッティスタ・モローニ (1524以前–1578) 『紳士とその二人の子供の肖像』 c.1570
- カラヴァッジオ (1571–1610) 『キリストの捕縛』 1602
- グイド・レーニ (1575–1624) 『クレオパトラの自殺』 c.1639–40
- ドメニキーノ (1581–1641) 『聖マリア・マグダレネ』 c.1625
- グエルチーノ (1591–1666) 『ヨセフの息子たちを祝福するヤコブ』 c.1620
- サッソフェラート (1609–85) 『聖母子』 1630s
- ルカ・ジョルダーノ (1634–1705) 『ヴィーナスとマルスとウルカヌスの鍛冶場』 1660s
- カルロ・マラッタ (1625–1713) 『エウロパの略奪』 c.1680–5
- フランチェスコ・ソリメーナ (1657–1747) 『冬の寓意』 c.1690
- カナレット (1697–1768) 『聖マルコ広場』 c.1756
- ジョヴァンニ・ランフランコ 『最後の晩餐』

### ドイツ
- ザルツブルク派 『十字架のキリストと処女マリアとヨハネ』 c.1430
- マリヌス・ファン・レイメルスワーレ (帰属) (c.1490/95–c.1567) 『マタイの召命』 c.1530–40
- ゲオルク・ペンツ (active 1500–50) 『紳士の肖像』 1549
- アンゲリカ・カウフマン (1741–1807) The Ely Family 1771
- エミール・ノルデ (1867–1956) 『庭にいる二人の女性』 1915

### フランドル
- ピーテル・ブリューゲル (子) (1564–c.1637) 『農民の結婚式』 1620
- ピーテル・パウル・ルーベンス (1577–1640) 『貢の銭を見つける聖ペテロ』 1617–18
- ヤーコブ・ヨルダーンス (1593–1678) The Veneration of the Eucharist c.1630, 『エマオの晩餐』 c.1645–65
- アンソニー・ヴァン・ダイク (1599–1641) A Boy standing on a Terrace c.1623–24

### オランダ

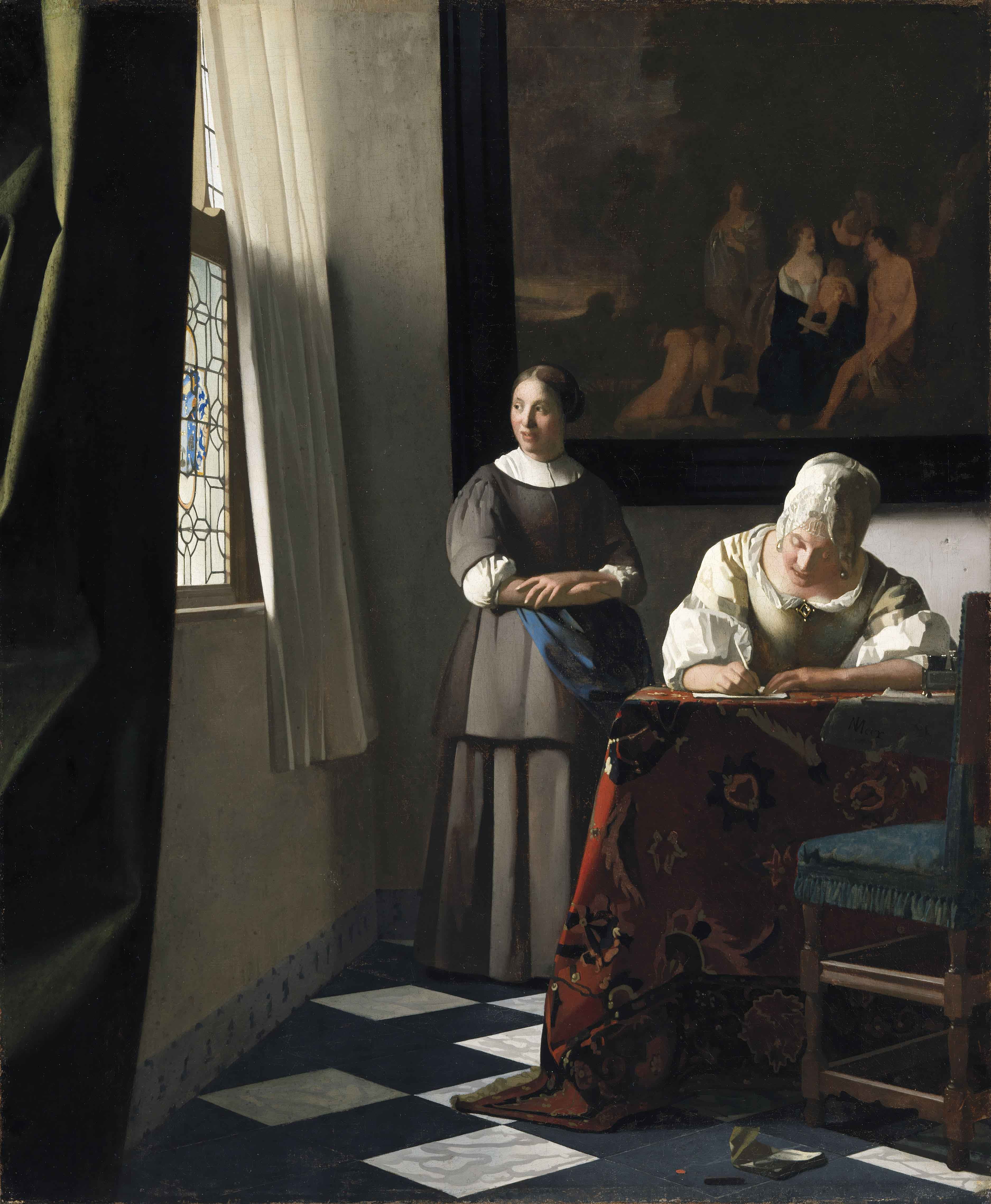
ヨハネス・フェルメール『手紙を書く婦人と召使』（1670年頃）

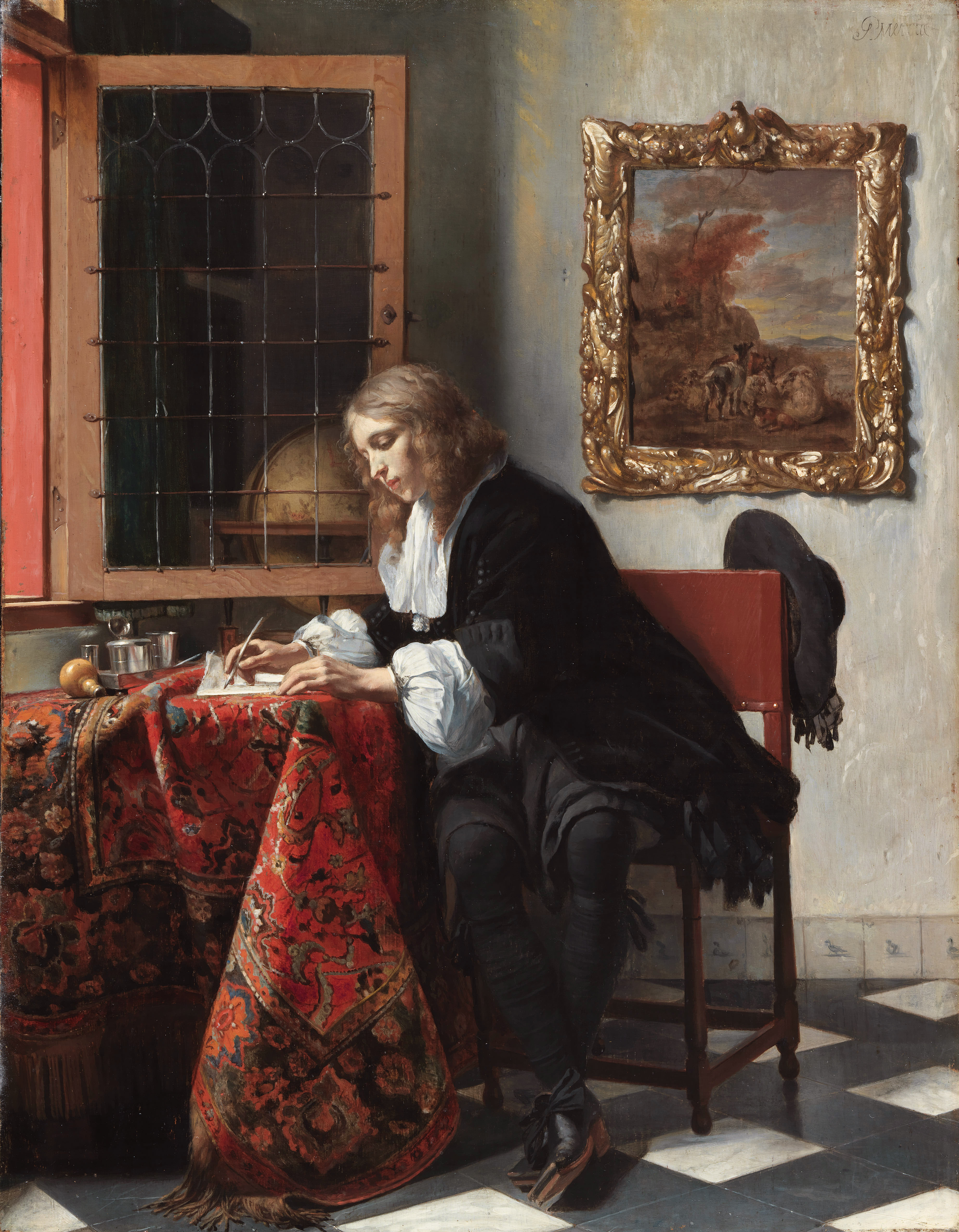
ハブリエル・メツー『手紙を書く男』

- ヘラルト・ファン・ホントホルスト (1590–1656) 『音楽の集まり』 c.1616–18
- レンブラント (とその工房) (1606–69) La Main Chaude c.1628
- ウィレム・コルネリスゾーン・ダイスター (1599–1635) 『兵士たちのいる室内』 1632
- マティアス・ストム (1600–1650意向) 『キリストの捕縛』 c.1641
- レンブラント (1606–69) 『エジプトへの逃避行上の休息のある風景』 1647
- アルベルト・カイプ (1620–91) 『乳搾り』 1640s?
- ヤン・ステーン (1625/26–79) 『村の学校』 c.1665, 『カナでの婚宴』 1665–70
- ヤーコプ・ファン・ロイスダール (c.1628–82) 『ベルトハイム城』 1653
- ハブリエル・メツー (1629–67) 『手紙を書く男』 c.1663, 『手紙を読む女』 c.1663
- ヨハネス・フェルメール (1632–75) 『手紙を書く婦人と召使』 c.1670
- ウィレム・ドロステ (1633–59) 『大きなつばのある帽子をかぶった男性』 c.1654
- コルネリス・トロースト (1696–1750) 『ヒエロニムス・トンネマンとその息子』 1736
- エマヌエル・デ・ウィッテ 『教会の内部』

### 英国・アメリカ
- ウィリアム・ホガース (1697–1764) The Western Family c.1738, The Mackinen Children c.1747
- トマス・ゲインズバラ (1727–88) 『サフォークの眺め』 c.1746, 『クリストファー・ホートン夫人』 (1743–1808) 1766, The Cottage Girl 1785
- ジョシュア・レノルズ (1723–92) Parody of Raphael's 'School of Athens'  1751, 『テンプル一家』 1780–82, Omai 1776 (私蔵からの寄与), Charles Coote, The First Earl Of Bellamont 1776
- ヘンリー・レイバーン (1756–1823) Sir John and Lady Clerk of Penicuik 1791
- ジョージ・ロムニー (1734–1802) Titania, Puck and the Changeling, from Shakespeare's 'A Midsummer Night's Dream'  1793
- ジョン・シンガー・サージェント (1856–1925) The Bead Stringers of Venice 1880–82
- フランシス・ウィートリー (1747–1801) The Dublin Volunteers on College Green, 4 November 1779 1779–80

### アイルランド
- ジェームズ・バリー (1741–1806) 『アダムの誘惑』 1767–70,『自画像』 c.1780–1803,『アドニスの死』
- ナサニエル・ホーン (1718–84)『魔術師（The Conjurer）』, 1775
- ヒュー・ダグラス・ハミルトン (1740–1808) Frederick Hervey, Bishop of Derry and Fourth Earl of Bristol (1730–1803), with his Granddaughter Lady Caroline Crichton (1779–1856), in the Gardens of the Villa Borghese, Rome c.1790
- フランシス・ダンビー (1793–1861) The Opening of the Sixth Seal, 1828
- ダニエル・マクリース (1806–1870) 『ストロングボウとイーファの結婚』 1854
- ウォルター・オズボーン (1859–1903) 『ダブリン公園にて、光と陰』 c.1895
- ジョン・レィヴァリ (1856–1941) The Artist's Studio: Lady Hazel Lavery with her Daughter Alice and Step-Daughter Eileen 1909–13
- ルイ・ル・ブロッキー (1916) A Family 1951
- ウィリアム・オーペン (1878–1931) "Portrait of John Count McCormack" 1923

### ドローイング・水彩
- ジョゼフ・マロード・ウィリアム・ターナー (1775–1851) Fishing Boats on Folkestone Beach
- ダンテ・ゲイブリエル・ロセッティ (1828–82) Jane Burden as Queen Guinevere 1858
- フレデリック・ウィリアム・バートン (1816–1900) Hellelil and Hildebrand, the Meeting on Turret Stairs, 1864 1864
- ジェームズ・マクニール・ホイッスラー (1834–1903) Nocturne in Grey and Gold — Piccadilly, 1881–83
- エドガー・ドガ (1834–1917) Two Ballet Dancers in a Dressing Room
- パブロ・ピカソ (1881–1973) Two Dancers 1925

## 参照
1. ↑  “The Art Newspaper Ranking VISITOR FIGURES 2016” (PDF).   The Art Newspaper. 2017年10月18日閲覧。
2. ↑  Walsh, Elaine. “A Picture Of Mystery”.   irishletter.com. 2011年12月6日閲覧。